# ФК Љуфтетари Ђирокастра
ФК Љуфтетари Ђирокастра (алб. Klub Sportiv Luftëtari Gjirokastër) албански је фудбалски клуб из Ђирокастре који је основан 13. марта 1929. године. Клуб се такмичи у Суперлиги Албаније и наступа на стадиону ,,Ђирокастра", изграђеном 1973. године, капацитета 8.400 седећих места.

## Историја
Клуб је основан 13. марта 1929. године под именом Орао Ђирокастра, а током своје историје име је било подложно променама неколико пута. 
- Ђирокастра (1949-1951)
- Пуна Ђирокастра (1951-1958)
- Љуфтетари Ђирокастра (1958-1992)
- Орао Ђирокастра (1992-2002)
- Љуфтетари Ђирокастра (2002- )

## ФК Љуфтетари у европским такмичењима
| Сезона  | Такмичење   | Коло        | Клуб      | Дом. | Гост | Укупно |
| ------- | ----------- | ----------- | --------- | ---- | ---- | ------ |
| 2018/19 | Лига Европе | 1. коло кв. | Вентспилс | 3:3  | 0:5  | 3:8    |